# Burg Sträflingskopf
Die Burg Sträflingskopf ist eine abgegangene Höhen- und Wallburg bei 269 m ü. NN auf einer nach Westen ausgeschobenen Basaltkuppe im Stadtwald etwa zwei Kilometer südlich des Stadtkerns der Kleinstadt Borken im Schwalm-Eder-Kreis in Hessen.
Die Burg wurde erstmals im 10. Jahrhundert erwähnt und war vermutlich eine kleine Turmburg, deren Volksname auf eine Richtstätte hinweisen könnte. Der heutige Burgstall ist ein flacher Bergkegel mit nahezu kreisrundem Gipfelplateau von etwa 35 Meter Durchmesser ohne sichtbare steinerne Burgreste. Der innere Wallrand hat einen Umfang von etwa 85 Metern und nimmt eine Fläche von 535 Quadratmetern ein. Der umlaufende Hanggraben mit flachem Außenwall ist an der Angriffsseite zum Bergsattel nach Osten noch am besten sichtbar; er hat einen Umfang am Außenwall von 121 Metern und nimmt eine Fläche von 1128 Quadratmetern ein. Ob der sichtbare Zugang im Südosten erst zu späterer Zeit entstand ist unklar. Eine etwa 7 Meter Durchmesser messende nahezu quadratische Eintiefung im Südwesten könnte auf die Turmstelle hinweisen.
Da ohne urkundliche direkte Nachrichten und ohne bisherige archäologische Untersuchungen ist eine direkte Zeitstellung des Burgstalls sehr unsicher.